# Coryphantha robustispina
Coryphantha robustispina ist eine Pflanzenart in der Gattung Coryphantha aus der Familie der Kakteengewächse (Cactaceae). Das Artepitheton robustispina bedeutet ‚derbstachelig‘. Englische Trivialnamen sind „Devil’s Pincushion“, „Needle Mulee“, „Pima Pineapple Cactus“, „Pineapple Cactus“, „Robust Pincushion“ und „Stout Needle Mulee“.

## Beschreibung
Coryphantha robustispina wächst meist einzeln, mit kugel- bis eiförmigen, trüb graugrünen Trieben und erreicht bei Durchmessern von 5 bis 9 Zentimeter Wuchshöhen von 5 bis 15 Zentimeter. Die eiförmigen bis zylindrischen Warzen sind ziemlich fest und bis 3 Zentimeter lang. In der tiefen Warzenfurche befinden sich ein oder mehrere Nektardrüsen. Die ein bis vier geraden, gebogenen oder gehakten Mitteldornen sind weißlich bis grau und besitzen eine dunklere Spitze. Sie sind 1,2 bis 5 Zentimeter lang. Die sechs bis 16 weißlichen Randdornen sind 1,1 bis 3,5 Zentimeter lang. Die unteren von ihnen sind so dick wie die Mitteldornen, die übrigen dünn.
Die dunkel goldgelben, hell grünlichgelben oder trübgelben Blüten sind 4 bis 6,5 Zentimeter lang und erreichen von Durchmesser 5 bis 7,5 Zentimeter. Die zylindrischen Früchte sind grün und bis zu 5 Zentimeter lang.

## Verbreitung, Systematik und Gefährdung
Coryphantha robustispina ist in den Vereinigten Staaten in den Bundesstaaten Arizona, New Mexico und Texas sowie in den mexikanischen Bundesstaaten Chihuahua und Sonora auf Grasland verbreitet.
Die Erstbeschreibung als Mammillaria robustispina erfolgte 1856  durch George Engelmann. Nathaniel Lord Britton und Joseph Nelson Rose stellten die Art 1923 in die Gattung Coryphantha. Weitere nomenklatorische Synonyme sind Cactus robustispinus (Schott ex Engelm.) Kuntze (1891), Coryphantha muehlenpfordtii var. robustispina (Schott ex Engelm.) W.T.Marshall (1953), Coryphantha scheeri var. robustispina (Schott ex Engelm.) L.D.Benson (1969) und Coryphantha muehlenpfordtii subsp. robustispina (Schott ex Engelm.) Dicht (1996).
Es werden folgende Unterarten unterschieden:
- Coryphantha robustispina subsp. robustispina
- Coryphantha robustispina subsp. scheeri (Lem.) N.P.Taylor

Coryphantha robustispina subsp. robustispina wurde in der Roten Liste gefährdeter Arten der IUCN von 2002 als „Endangered (EN)“, d. h. stark gefährdet, eingestuft. Im Jahr 2013 wird sie als „Least Concern (CR)“, d. h. als nicht gefährdet geführt.

## Nachweise

## Weiterführende Literatur
- Robert J. Schmalzel, Robert T. Nixon, Amanda L. Best, James A. Tress Jr.: Morphometric Variation in Coryphantha robustispina (Cactaceae). In: Systematic Botany. Band 29, Nummer 3, 2004, S. 553–568 (doi:10.1600/0363644041744356).